# Bomberos Voluntarios de La Boca
El cuartel de Bomberos Voluntarios de la Boca es el primer cuartel de Bomberos Voluntarios de la Argentina y se encuentra localizado en el barrio de La Boca de la Ciudad Autónoma de Buenos Aires. En el edificio del cuartel, inaugurado el 15 de julio de 1900, funciona también el Instituto de Formación Profesional, Museo y Salón Social de la organización.

## Funcionamiento

### Cuerpo activo
En 2023 contaba con 83 miembros, y compuesto por los siguientes rangos:
- Comandante general - jefe
- Comandante - 2.º jefe
- 1.er oficial - 3.er jefe
- 1.º, 2.º, 3.º, 4.º, 5.º y 6.º oficial
- Bomberos
- Aspirantes a bomberos
- Aspirantes a comandante
- Bomberos K9 (cuerpo de apoyo operativo)

### Cuerpo de Reserva
En 2023 contaba con 20 miembros, y compuesto por los siguientes rangos:
- Comandante general
- Comandante mayor
- Comandante
- Subcomandante
- 1.er oficial
- 3.er oficial
- Oficial 4.º, 5.º y 6.º.

### Comisión directiva
Es el órgano responsable de administrar la organización, se compone por: presidente, vicepresidente, secretario, prosecretario, tesorero, protesorero, 5 vocales titulares, 5 vocales suplentes, y una comisión revisora de cuentas conformada por 3 titulares y 3 suplentes.
La primera mesa directiva de la organización, estaba compuesta por:
- Presidente: Tomás Liberti
- Tesorero: Lázzaro Baglietto
- Secretario: Andrés Benvenutto
- Vocales: José Ragozza, Ángel Descalzo, Luis Paulinelli, Santiago Ferro, Romeo Scotti y Esteban Denegri.

## Historia

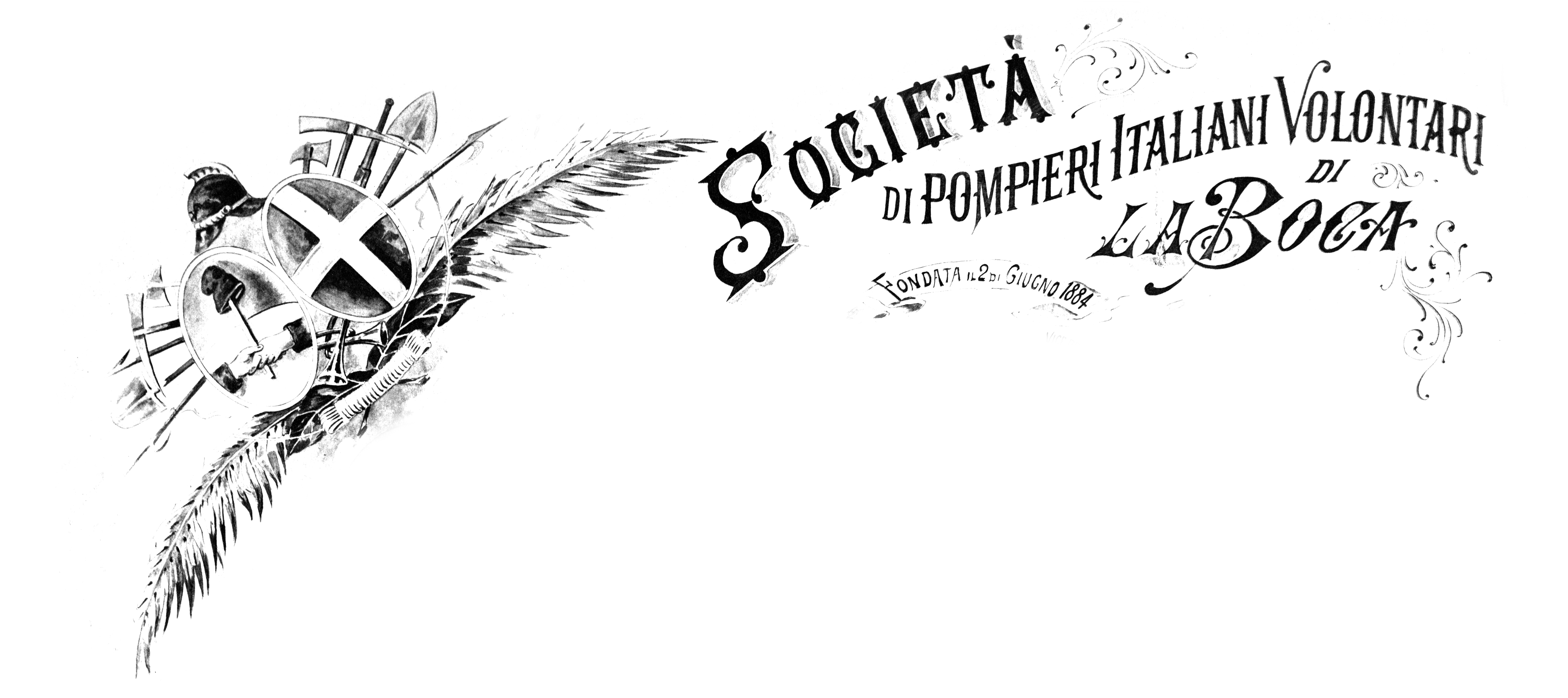
Oblea institucional de 1890

### Origen
Su fecha de fundación fue fijada  2 de junio de 1884, con el nombre de Societá de Pompieri Volontari di La Boca, en conmemoración por el fallecimiento del italiano José Garibaldi. Aunque recién el  el 2 de agosto del mismo año fueron aprobados sus estatutos por el procurador general de la Nación.
Su primer presidente fue Tomás Liberti, cuyo lema Volere è potere (‘Querer es poder’, en genovés) se colocó en su primer cuartel, una casilla de madera de la calle Necochea entre Lamadrid y Pedro Mendoza. Oreste Liberti, hijo de Tomás Liberti, fue su primer comandante y bombero con el registro número uno.
En noviembre de 1885, tienen su bautismo de fuego, cuando se produce un incendio en una fábrica de velas en Barracas al sud (actual Avellaneda), asistiendo con una bomba manual que aún se conserva en el museo.

### Prohibición y regreso
El 15 de julio de 1900, se inaugura el edificio de la calle Brandsen 567 en una ceremonia apadrinada por el presidente de la República Julio Argentino Roca y la Marquesa Luisa Malaspina como madrina.

### Actualidad
El 25 de abril de 2021, se conmemoraron los 50 000 días de servicio voluntario, con un evento de masivo apoyo de las instituciones locales y nacionales.